# Chukhurkabala
Çuxur Qəbələ (aussi, Chukhurkabala ou Chukhur Gabala) est un village et une municipalité située dans le raion de Qabala en Azerbaïdjan, tout près des ruines de la cité antique de Qabala.  Il a une population de 913 habitants.